# آگوستا (شرکت)
آگوستا (انگلیسی: Agusta) یک شرکت سازنده بالگرد در ساماراته در کشور ایتالیا بود. این شرکت در سال ۲۰۰۰ با وستلند هلیکوپترز ادغام و آگوستاوستلند را به وجود آورد. این شرکت زیرمجموعه شرکت لئوناردو-فین‌مکانیکا است.